# Првослав Караматијевић
Првослав Пиво Караматијевић (Нова Варош, 5. мај 1912 — Ријека, 28. август 1963) био је српски сликар, графичар, професор и учесник Народноослободилачке борбе.

## Биографија
Рођен је као син свештеника и пуковника Јевстатија и Јефимије. Нижу гимназију завршио је у родном месту, а Уметничку школу и Академски течај у Београду 1932. године код професора Милана Милановића и Љубе Ивановића. До 1941. године, предавао је цртање по школама у Србији (Ужице, Пљевља, Нови Пазар и Скопље) и повремено се бавио ликовном критиком. Био је један од оснивача илегалне уметничке групе „Живот“, 1934. године.
Године 1941, придружио се Народноослободилачком покрету Југославије. Са Д. Вуксановићем и Б. Барухом организовао је Први партизански сликарски атеље у Ужицу. Повремено је радио при Агитпропу Врховног штаба НОВЈ у Источној Босни од 1942. до 1944. године.
После рата, био је професор и доцент на Архитектонском факултету у Београду од 1957. до 1963. године.
Носилац је Партизанске споменице 1941, Ордена заслуга за народа са сребрним зрацима, Ордена братства и јединства са сребрним венцем и осталих одликовања.

## Стваралаштво и изложбе
Његов стваралачки опус обухвата графике, графички дизајн, цртеже, слике у акварелу и темпери и зидну декорацију. Рано се определио за социјалну тематику – тежак предратни живот радника и сељака, борба у НОР-у, ослобођење, обнова и изградња земље. Током рата, рисао је мотиве из живота и борби партизана. Његове графике нису само бележиле животње токове, већ су се уметничким изразом и формом прилагођавале идеји и постепено развијале од експресионизма ка социјалистичком реализму.
Са југословенским уметницима излагао је од 1932. године у Југославији и иностранству, а самостално у Пријепољу 1932, Пљевљима 1932. и 1938, Ужицу 1934, Скопљу 1940. године, на пролећним и јесењим изложбама УЛУС-а, изложбама СЛУЈ-а. 
Учествовао је и на многим тематским изложбама посвећеним уметности у НОБ-у и ангажованом стваралаштву:
- „Борба народа Југославије“, Париз 1945.
- „Сликарство и вајарство народа Југославије у XIX и XX века“, Београд, Загреб, Љубљана, Москва, Лењинград, Варшава, Праг, Братислава, Будимпешта, 1946–1948.
- „Надреализам, социјална уметност“, Београд 1969.
- „Југословенска графика 1900–1950“, Београд 1978.

Ретроспективне изложбе биле су му приређене у Београду 1964. и 1974. године.
Објавио је графичке мапе Стварност у стварности 1933, Земља 1938, Цртежи 1947. и Сутјеска 1952. године.
Његова дела се чувају у збиркама Музеја савремене уметности, Народног музеја, Музеја града Београда, Графичког колектива, Војног музеја, Музеја историје Југославије у Београду, Кабинета графике ХАЗУ у Загребу и другде.